# Bergamadine
Die Bergamadine (Oreostruthus fuliginosus) ist eine südostasiatische Vogelart aus der Familie der Prachtfinken (Estrildidae). Sie ist die einzige rezente Art der Gattung Oreostruthus. Es werden drei Unterarten unterschieden.
Die Bergamadine weist einige Ähnlichkeiten mit den australischen Diamantfinken auf, jedoch sind ihre Füße größer und stärker an ein Leben auf dem Boden angepasst.

## Beschreibung
Die Bergamadine erreicht eine Körperlänge von dreizehn Zentimetern und zählt damit zu den großen Prachtfinkenarten. Sie wiegt durchschnittlich neunzehn Gramm.
Das Männchen ist am Rücken und auf den Flügeln düster olivbraun. Der Oberkopf ist dagegen etwas gräulicher. Die Oberschwanzdecken sind rot, der Schwanz ist braun mit einer angedeuteten dunklen Querbänderung. Die Körperunterseite ist olivbraun, die Körperseiten sind rötlich. Die Unterschwanzdecken weisen teilweise rote Spitzen auf. Weibchen sind auf der Unterseite heller als Männchen, die Zeichnungen sind bei ihnen weniger ausgedehnt. Bei beiden Geschlechtern ist der Schnabel rot. Jungvögeln fehlt noch die rote Zeichnung; sie sind heller und brauner als adulte Männchen. Ihr Schnabel ist noch dunkel hornfarben.

## Verbreitungsgebiet und Lebensraum
Das Verbreitungsgebiet sind die Gebirge Neuguineas in Höhenlagen zwischen 2.800 und 3.700 Metern, bis zur Baumgrenze. Gelegentlich werden die Vögel auch in niedrigeren Höhen beobachtet. Sie leben einzeln, paarweise und in kleinen Gruppen im Regenwald und auf Lichtungen des Regenwalds. Ihre Nahrung besteht aus Grassamen, Früchten und Insekten.
Bei Freilandbeobachtungen wurde bislang nur ein Nest gefunden. Es befand sich in sechs Metern Höhe in den Blattwirteln einer Pandanus tectorius, die an einem Waldrand stand, der an eine alpine Mattenregion angrenzte. Das Kugelnest war länglich oval mit einem Durchmesser von 23,5 Zentimetern.

## Einzelbelege
1. ↑  Clement et al., S. 389.
2. ↑  Nicolai et al., S. 52.
3. ↑  Nicolai et al., S. 53.